# María Irene Fornés
María Irene Fornés (14. května 1930 – 30. října 2018) byla kubánsko-americká dramatička a divadelní režisérka.
Narodila se v Havaně jako nejmladší ze šesti sourozenců. V roce 1945 odešla do USA, v roce 1951 se stala americkou občankou. V letech 1954–1957 žila se svou milenkou Harriet Sohmers Zwerlingovou v Paříži. Po návratu do New Yorku se začala věnovat psaní divadelních her. První z nich byla uvedena v roce 1961 ve španělštině pod názvem La Viuda. Počátkem 60. let byla její partnerkou Susan Sontagová. Svou další hru There! You Died – již v angličtině – uvedla v roce 1963 v San Franciscu. Později napsala desítky dalších her, známá je například Fefu and Her Friends (1977) s výhradně ženským obsazením, která byla hrána zároveň na několika místech divadla. Do angličtiny přeložila několik her například od Virgilia Piñery, Pedra Calderóna de la Barcy a Federica Garcíi Lorcy.
Získala celkem devět cen Obie, poslední za hru Letters from Cuba (2000). V roce 1972 byla oceněna Guggenheimovým stipendiem. V roce 2005 jí byla diagnostikována Alzheimerova choroba. Zemřela v domě s pečovatelskou službou na Manhattanu ve věku 88 let. V srpnu toho roku proběhl v newyorském The Public Theater dvanáctihodinový maraton jejího díla. Režisérka Michelle Memran o ní natočila dokumentární film The Rest I Make Up (2018).